# La Loi du rêveur
La Loi du rêveur est un roman de Daniel Pennac paru aux éditions Gallimard en 2020.

## Résumé
Le narrateur livre un récit où rêve et réalité s'entremêlent pour former une ode à l'œuvre du réalisateur de cinéma italien Federico Fellini.